# Боровский, Александр Кириллович
Александр Кириллович Боровский (6 (18) марта 1889 — 27 апреля 1968) — российско-американский пианист и музыкальный педагог.

## Биография
Играть на фортепиано начал в раннем детстве, к регулярным же занятиям приступил в возрасте семи лет; первым его педагогом была мать, в прошлом ученица В. Сафонова. Среднее образование получил в Либавской гимназии, которую окончил, с отличием, в 1907 году.
В детстве и юности музыка не была главным его занятием. Он с увлечением изучал, в частности, юриспруденцию. Учёбу в Петербургской консерватории в классе А. Н. Есиповой он сочетал с посещением лекций на юридическом факультете Петербургского университета, который окончил с отличием. В 1910 году он был удостоен почётного отзыва на Рубинштейновском конкурсе. С этого момента началась его концертная деятельность. В 1912 году Боровский окончил с золотой медалью консерваторию и получил Рубинштейновскую премию — рояль фирмы Шредера.
На протяжении нескольких лет он совершил ряд больших концертных поездок по России, — играл в Тифлисе, Баку, Саратове, Харькове. Рецензенты писали: «Техника Боровского виртуозна, его стиль всегда благороден и чужд резких красок. Безусловно художественна фразировка, всегда обдуманна педализация… Пианист достигает всего как будто „играючи“. Его игра носит уже сейчас печать настоящего мастерства». Вскоре он был приглашён на должность профессора в Московскую консерваторию, где преподавал в 1915—1920 годах.
Воспользовавшись возможностью получить латвийское гражданство, по факту рождения на территории этой страны, он в 1920 году покинул Россию. В июле-августе 1920 года он выступал в Тифлисе; дал в этом городе 20 концертов, пользовавшихся неизменным успехом и был приглашён выступать на концертах в Европе. Уже весной 1921 года он играл в Париже в концертах Сергея Кусевицкого. Затем пианист концертировал по всему миру, много записывался на пластинки; в 1936 году был удостоен Grand Prix в Париже за лучшую запись. Начиная с 1927 года на протяжении 10 лет Боровский почти ежегодно приезжал в СССР, выступал в Москве и Ленинграде (в 1933 году его турне по Советскому Союзу продолжалось в течение 3-х месяцев). Ежегодные концерты (от одного до трёх в год) он давал на родине: в Риге и Лиепае.
Его репертуар был очень широк: от музыки XVIII века — И. С. Бах, Доменико Скарлатти, Куперен; до произведений современных ему русских композиторов — А. Скрябина, С. Прокофьева, Н. Мясковского; любил музыку Шопена. Феноменальная одаренность позволяла ему быстро осваивать новые произведения: например, «Исламей» М. Балакирева, одно из сложнейших сочинений в мировой фортепианной литературе, он выучил за 5 дней. Он никогда не занимался более трёх часов в день, играл только пассажи и трудные места из разучиваемых пьес. Свою способность он объяснял зрительной памятью, — нотные страницы отчетливо запечатлевались в его представлении и он музицировал словно по нотам. Однако для слушателей было важнее то, что он представлял глубоко продуманные по содержанию и выверенные по стилю исполнения сочинения.

Боровский весь — буря и натиск. Великолепнейшие нарастания, грандиозные контрасты, монументальность, сильные драматические акценты, пышные краски — таковы черты, отличающие игру этого пианиста-силача. Боровский весь во власти современных, от Бузони идущих исканий новых возможностей рояля, который у него звучит то мощным органом, то оркестром— Соломон Розовский. Газета «Сегодня», 24 марта 1922
Несмотря на насыщенный концертный график, Боровский находил время для выступлений с публичными лекциями-концертами о творчестве отдельных композиторов; читал лекции-обзоры, лекции-исследования о музыке разных эпох и стилей.
С 1940 года Боровский постоянно жил в США. Регулярно выступал с концертами, сделал много записей на пластинки.
С 1956 года, когда его концертная практика сократилась, он стал заниматься преподавательской деятельностью, получив должность профессора Бостонского университета. Среди его учеников, в частности, Юджин Инджич.
Жена: Мария Викторовна, урождённая Сила-Новицкая, в первом браке — Барановская (замужем за братом известной актрисы В. В. Барановской, ученицы В. Мейерхольда). У них дочь — Наталья (род. 1924).